# Rodolfo Arizaga
Rodolfo Arizaga (Buenos Aires, 11 de julio de 1926 -  Barrio Parque El Cazador , Belén de Escobar, Argentina, 12 de mayo de 1985) fue un compositor, periodista, escritor y profesor universitario argentino. 
Autor de más de 150 obras musicales (óperas, ballets, música sinfónica y de cámara, vocales e instrumentales, música para cine y teatro), publicó además cuatro libros. Mereció el Premio Municipal de la Ciudad de Buenos Aires en 1954 y 1971 (en esta segunda oportunidad se le encomendó la composición de una ópera de cámara que luego fue estrenada en el Centro Cultural General San Martín). En tres oportunidades fue premiado por el Círculo de Críticos Musicales de Buenos Aires, en el 1969 por el Fondo Nacional de las Artes (que lo becó a Europa en 1961). En 1965 fue elegido como uno de los Diez Jóvenes sobresalientes en el certamen de la Cámara Junior, y en 1976 la Sociedad Argentina de Autores y Compositores de Música (SADAIC) le confirió el Gran Premio de Honor por la totalidad de su obra. Posteriormente, la Secretaría de Cultura de la Nación le encomendó la composición de una obra sinfónico-coral en homenaje al general don José de San Martín con motivo del bicentenario de su nacimiento, obteniendo además el premio Brígida Frías de López Buchardo. Sus obras también se han ejecutado fuera de la Argentina, en numerosos países de Europa. Fue profesor en la Universidad Nacional de Rosario y en la Universidad del Salvador de Buenos Aires (Argentina). Como crítico musical trabajó 18 años consecutivos en el diario Clarín y 7 años en la revista Primera Plana, publicando también artículos en diversas revistas. Colaboró en Radio Municipal entre 1962 y 1977. En Radio Nacional tuvo a su cargo la parte musical de "Actualidad Artística" durante cinco años. Fue comentarista radial en emisoras privadas y canales de televisión. En 1977 dictó cursos en la Pontificia Universidad Católica de Río de Janeiro y en el Museo Nacional de Bellas Artes de la misma ciudad.  
Estudió en el Conservatorio Nacional con Alberto Williams, José Gil, Luis Gianneo y Teodoro Fuchs. Recorrió España y Francia, y en 1954, en París, estudió con Nadia Boulanger y Olivier Messiaen. Experimentó con las Ondas Martenot, regresando a Argentina en 1960. Destacó también como crítico musical y autor de ensayos y biografías.

## Composiciones
- "Poema de invierno", para violín y piano, 1944.
- "Sonatina", para piano, 1944-45.
- "Jaquinot", Ballet, 1945.
- "Dos corales", 1945.
- "Suite para piano", 1945.
- "Sonata para piano", 1946.
- "Toccata para piano", 1947.
- "Pequeño vals en tono gris", 1948.
- "Sonatina para piano", 1948.
- "Bailable Real de la Impaciencia". Para orquesta, 1948.
- "Martirio de Santa Olalla", Cantata para mezzo soprano, flauta, clarinete, violín, chelo, celesta y clave, 1952. (*)
- "Libro de Poemas y canciones", para canto y piano, 1954.
- "Délires", Cantata para soprano, coro femenino y orquesta de cámara. 1954-57; rev. 1970. (*)
- "Sonetos de la Pena"; para mezzo soprano, faluta, viola y guitarra. 1957. rev. 1983 tenor y viola.
- "Serranillas de la infanzona", para piano, 1957.
- "Soneto LXXI de Shakespeare", para barítono y piano, 1957.
- "Sonata Breve", para piano y Ondes Martenot, 1958.
- "El organillo"," para Ondes Martenot, 1958.
- "Piezas epigramáticas", para piano, 1961.
- "Cantatas Humanas", para voz grave y viola, 1961.
- "Prometeo 45", Poema Dramático en un acto, 1962. (*)
- "Concierto para piano y orquesta", 1963. (*)
- "Tientos para Santa María", 1965.
- "Música para Cristóbal Colón", para orquesta, 1966. (*)
- "Endecha". (In memoriam Manuel de Falla). Para guitarra, 1967.
- "Cuarteto de Cuerdas No. 1", 1968.
- "Ciaccona per viola", 1969.
- "El ombligo de los limbos, la momia y una encuesta". Para recitante, contralto, tenor, voces, órgano y percusión, 1969. (*)
- "Cuarteto de Cuerdas No. 2". 1969. (*)
- "Diferencias del tercer tiento", para órgano, 1970. (*)
- "Hymnus". Para orquesta de cuerdas, 1971. (*)
- "Paralaxi" Espejismo en un tiempo. 1971. (*)
- "Cantata para la anunciación y el advenimiento de N. S. Jesucristo, según San Lucas", Para canto y orquesta de cámara, 1972.
- "Jornadas de soledad". Para flauta sola, 1974.
- "Tangos Nobles y Sentimentales", para piano, 1975. Ed. Ricordi Argentina
- "El Pesebre de Yapeyú". Cantata para mezzo soprano, coro de niños, coro femenino y orquesta. 1978. (*)
- "Tenebrae". Para violín, chelo y órgano, 1982.
- "Cantos del Amor y la Eternidad", Para flauta, clarinete, violín, chelo y piano. Estreno Teatro Colón, Buenos Aires 1983.-
- "Jonondio" 1979-1985 (inconclusa).
- (*) existente en cintas de grabaciones radiales, vinilos y casetes.

## Música incidental (Films)
Música
- El demonio en la sangre (1964) dir. René Mugica
- Huis Clos (A puerta cerrada) (1962) dir. Pedro Escudero

## Publicaciones
- Manuel de Falla, Editorial Goyanarte B.s As. 1961
- Juan José Castro, Ediciones cultuales Argentinas, Bs. As. 1963
- La música latinoarmericana hoy (en colaboración) Edición del Festival de Septiembre, Tucumán 1961
- Enciclopedia de la Música Argentina, Fondo Nacional de las Artes, Bs. As. 1971
- Nuevas propuestas sonoras ("Una música para el hombre nuevo") (en colabroación) Edición Ricordi. Bs. AS. 1983
- Breve Historia de la Música en la Argentina, R. Arizaga, (coautoría de Pompeyo Camps) Edición Ricordi 1990. Bs. As. ISBN 950-22-0304-6 Curso dictado en la sede de la Editoarial Ricordi en Bs. As. en 1983.-
- Realidad y Penumbra  (Ensayo sobre al música del siglo XX , sus intérpretes y el público) inédito
- Diario sobre Paralaxi (inédito)